# Mundir II.
Mundir II. († 1038) war zwischen den Jahren 1036 und 1038 der dritte Emir in der Taifa von Saragossa.

## Biographie
Der zur Dynastie der Tudschibiden gehörende Mundir II., arabisch منذر معز الدولة, DMG Munḏir Muʿizz ad-Dawla, mit vollem Namen arabisch منذر بن يحيى التجيبي معز الدولة, DMG Munḏir b. Yaḥyā at-Tuǧībī Muʿizz ad-Dawla, war der Sohn von Yahya al-Muzaffar. Seine Mutter war die Schwester von Ismail az-Zafir, dem Emir der Taifa von Toledo. Diese Eheschließung war politisch bedingt gewesen, da sein Vater hiermit seine Allianz mit der Taifa der mittleren Marken besiegelt hatte. 
Mundir II. regierte nur drei Jahre (von 1036 bis 1038, entsprechend den Jahren 428 bis 430 in der islamischen Zeitrechnung) und so haben wir über ihn nur wenige geschichtliche Aufzeichnungen. Die Quellen aus dieser Zeit stammen vorwiegend aus der Linie des Verschwörers Abd Allah ben Hakams, der im Jahr 1038 auf Mundir II. folgen sollte.
Bereits im Jahr 1035 hatte in Sevilla der falsche Kalif Hischam II. die Macht ergriffen, die aber von Mundir II. wie auch bereits von seinem Vorgänger nicht anerkannt worden war.
Es spricht sehr viel dafür, dass Mundir II. keinen natürlichen Todes starb, sondern einer von dem machthungrigen Abd Allah ben Hakam inszenierten Intrige im Jahr 1038 zum Opfer gefallen war. Dadurch wurden große Unruhen in der Taifa von Saragossa ausgelöst, die zum Machtverlust der Tudschibiden beitrugen und die im Jahr 1039 erfolgte Machtübernahme durch die Hudiden unter Sulaiman ben Hud al Musta'in, dem Gouverneur von Lleida, einleiteten.